# Fernando Cabrita
Pour les articles homonymes, voir Cabrita.
Fernando da Silva Cabrita est un footballeur puis entraîneur portugais né le 1er mai 1923 à Lagoa et mort le 22 septembre 2014. Il évoluait au poste d'attaquant.

## Biographie

### En tant que joueur
Il joue pour Olhanense, le SCO d'Angers et le Sporting Covilhã.
International, il joue pour le Portugal à sept reprises.

### En tant qu'entraîneur
Il dirige l'équipe du Portugal de 1983 à 1984 et parvient à la qualifier pour la première fois à un championnat d'Europe, l'Euro 1984 qui se déroule en France. L'équipe se hisse jusqu'en demi-finale, battue 2-3 par la 
France en demi-finale.

## Carrière

### En tant que joueur
- 1942-1951 :  SC Olhanense
- 1951-1953 :  Angers SCO
- 1953-1957 :  SC Covilhã

### En tant qu'entraîneur
- 1954-1958 :  Unhais da Serra
- 1959-1960 :  Portimonense SC
- 1967-1968 :  Benfica Lisbonne
- 1970-1972 :  União de Tomar
- 1973-1974 :  Benfica Lisbonne
- 1977-1979 :  SC Beira-Mar
- 1980 et 1981 :  Rio Ave FC
- 1981-1982 :  Académico Viseu
- 1983-1984 :  Portugal
- 1984-1986 :  FC Penafiel
- 1986-1987 :  CF Estrela da Amadora
- 1987-1988 :  Raja Club Athletic
- 1988-1989 :  Académico Viseu
- 1990-1991 :  Raja Club Athletic
- 1992 :  Esperança de Lagos

## Palmarès

### En tant qu'entraîneur
Avec le Benfica Lisbonne :
- Champion du Portugal en 1968

Avec le Raja Club Athletic:
- Championnat du Maroc en 1988